# Gibson
 For alternative betydninger, se Gibson (flertydig). (Se også artikler, som begynder med Gibson)
Gibson Brands, Inc. (tidligere Gibson Guitar Corp.) er en er verdens bedst-kendte fabrikanter af guitarer, primært elektriske guitarer. Koncernen har flere datterselskaber, bl.a. discountmærket Epiphone.
I modsætning til konkurrenten Fender bliver alle Gibson-guitarer fremstillet i USA.

## Historie
Orville Gibson begyndte med at lave mandoliner i 1884 i Kalamazoo, Michigan USA. I 1902 blev Gibson Mandolin-Guitar Mfg. Co, Ltd grundlagt for at markedsføre disse instrumenter. Orville Gibson døde på hospitalet i 1918.
Gennem 1920'erne og 1930'erne blev Gibson-firmaet den førende producent af arch-top guitarer, især Gibson L5-modellen. I 1936 introducerede de deres første elektriske spanske guitar, ES-150'en, som anses som den første succesfulde elektriske guitar.
I 1952 lancerede Gibson en massiv elektrisk guitar i samarbejde med guitaristen Les Paul. Denne guitar blev opkaldt efter guitaristen, og sælges stadig i dag som en Les Paul. Sidst i 50'erne udgav Gibson mange nye guitarer, blandt andet Flying V og Explorer-guitarene, og den halv-akustiske ES-335. Det var også i denne periode at humbucker pick-uppen blev udviklet. produktionen af Les Paul-guitaren ophørte i 1961, da SG-guitaren blev lanceret, men blev igen sat i produktion sidst i 60'erne, da den var meget efterspurgt. Både Les Paul og SG guitarene blev senere populære med rock og heavy metal guitarister.
Mellem 1974 og 1984 flyttede Gibson fra Kalamazoo til Nashville, Tennessee.
Gibson er kendt for at producere guitarer af høj kvalitet, der dog er ret dyre. Derfor blev Epiphone-firmaet opkøbt til at producere billigere versioner af Gibson guitarer. Guitarfirmaerne Kramer og Steinberger ejes også af Gibson, så vel som Tobias der laver basguitarer, Baldwin som laver klaverer, elektronik-firmaet Oberheim og tromme-firmaet Slingerland. Gibson producerer også forstærkere.

## Elektriske guitarer
Semi-akustiske guitarer
- ES-150
- ES-335
- ES-355
- L5

Solidbody-guitarer
- EDS-1275 (Double Neck)
- Explorer
- Firebird
- Flying V
- Les Paul
  - Les Paul Jr.
- Melody maker
- SG
- Gibson L-5s

Robotguitarer
- Dark fire
- Dusk Tiger

Gibson producerer desuden diverse signature-modeller og variationer af de anførte modeller.

## Basser
- 20/20
- EB-0
- EB-1
- EB-2
- EB-3
- EB-6
- Grabber
- Les Paul
- Leland Sklar Signature Model
- RD
- Ripper
- Thunderbird
- Victory